# La Dolorita
La Dolorita – miasto w Wenezueli, w stanie Miranda, w gminie Sucre.
Według danych szacunkowych na rok 2015 liczy 69 700 mieszkańców.